# Aurelio Lepre
Aurelio Lepre (Napoli, 15 marzo 1930 – Napoli, 5 gennaio 2014) è stato uno storico italiano.
Nato nel 1930, ordinario di Storia contemporanea all'Università di Napoli, collaboratore de l'Unità, di Rinascita, del Corriere della Sera e di varie riviste di storia, Aurelio Lepre ha pubblicato molte opere sulla storia del Mezzogiorno e sulla storia italiana del Novecento.
È morto nella sua abitazione di Napoli, a ottantatré anni, nel 2014.

## Opere
- Contadini, borghesi ed operai nel tramonto del feudalesimo napoletano, Milano, Feltrinelli, 1963.
- La svolta di Salerno, Roma, Editori Riuniti, 1966.
- La rivoluzione napoletana del 1820-1821, Roma, Editori Riuniti, 1967.
- Storia del Mezzogiorno nel Risorgimento, Roma, Editori Riuniti, 1969.
- La formazione del Partito comunista d'Italia, con Silvero Levrero, Roma, Editori Riuniti, 1971.
- Feudi e masserie. Problemi della società meridionale nel Sei e Settecento, Napoli, Guida, 1973.
- Dal crollo del fascismo all'egemonia moderata. L'Italia dal 1943 al 1947, Napoli, Guida, 1973.
- Economia e popolo nella Rivoluzione francese, con Pasquale Villani, Messina-Firenze, D'Anna, 1973.
- Il Mezzogiorno nell'età moderna e contemporanea, con Pasquale Villani, 2 voll., Napoli, Guida, 1974.
- Storia del Mezzogiorno nel Risorgimento, Roma, Editori Riuniti, 1974.
- Terra di lavoro nell'età moderna, Napoli, Guida, 1978.
- Gramsci secondo Gramsci, Napoli, Liguori 1978.
- Il Risorgimento, [a cura di], Torino, Loescher, 1978.
- Il Mezzogiorno dal feudalesimo al capitalismo, Napoli, Società Editrice Napoletana, 1979.
- Studi sul Regno di Napoli nel decennio francese (1806-1815), [a cura di], Napoli, Liguori, 1985. ISBN 88-207-1434-5
- Storia del Mezzogiorno d'Italia nell'età moderna e contemporanea, voll,. 2, Napoli, Liguori, 1986. Comprende:

1. La lunga durata e la crisi, 1500-1656. ISBN 88-207-1426-4
2. Dall'antico regime alla società borghese, 1657-1860. ISBN 88-207-1537-6
- Le illusioni, la paura, la rabbia. Il fronte interno italiano 1940-1943, Napoli, Edizioni Scientifiche Italiane, 1989. ISBN 88-7104-132-1
- Civiltà del caffè a Napoli, fotografie di Ugo Pons Salabelle, Napoli, Electa, 1990. ISBN 88-435-3391-6
- La guerra delle matite. La satira in Italia dal 1940 al 1943, Napoli, Liguori, 1990. ISBN 88-207-2004-3
- L'occhio del duce. Gli italiani e la censura di guerra, 1940-1943, Collezione Le Scie, Milano, A. Mondadori, 1992. ISBN 88-04-35363-5
- Storia della prima Repubblica. L'Italia dal 1942 al 1992, Bologna, il Mulino, 1993. ISBN 88-15-04062-5
- El duce lo ga dito: «Noi tireremo drito». I poeti dialettali e il fascismo, Milano, Leonardo, 1993. ISBN 88-355-0185-7
- Italia, addio? Unita e disunita dal 1860 a oggi, Milano, A. Mondadori, 1994 ISBN 88-04-38422-0
- Mussolini l'italiano. Il duce nel mito e nella realtà , Milano, A. Mondadori, 1995. ISBN 88-04-39338-6
- Via Rasella. Leggenda e realtà della Resistenza a Roma, Roma-Bari, Laterza 1996. ISBN 88-420-5026-1
- L'antifascismo e l'anticomunismo in Italia, Bologna, il Mulino, 1997. ISBN 88-15-05506-1
- Il prigioniero. Vita di Antonio Gramsci, Roma-Bari, Laterza, 1998. ISBN 88-420-5578-6
- La storia della Repubblica di Mussolini. Salò, il tempo dell'odio e della violenza, Milano, A. Mondadori, 1999. ISBN 88-04-45898-4
- Che c'entra Marx con Pol Pot? Il comunismo tra Oriente e Occidente, Roma-Bari, Laterza 2001. ISBN 88-420-6367-3
- Storia degli italiani nel Novecento. Chi siamo, da dove veniamo, Milano, A. Mondadori, 2003. ISBN 88-04-51142-7
- Guerra e pace nel XX secolo. Dai conflitti tra Stati allo scontro di civiltà, Bologna, il Mulino, 2005. ISBN 88-15-10520-4
- Radici della civiltà. Storia del mondo antico e del Medioevo, con Claudia Petraccone, Bologna, Zanichelli, 2007. Comprende:

1. Dalla Preistoria al II secolo dopo Cristo. ISBN 978-88-08-07557-4
2. Dalla crisi dell'Impero romano alla metà del trecento. ISBN 978-88-08-04619-2
Prove di valutazione. ISBN 978-88-08-04621-5
- Storia d'Italia dall'Unità a oggi, con Claudia Petraccone, Bologna, il Mulino, 2008. ISBN 978-88-15-12538-5